# Trollhättan–Nossebro Järnväg

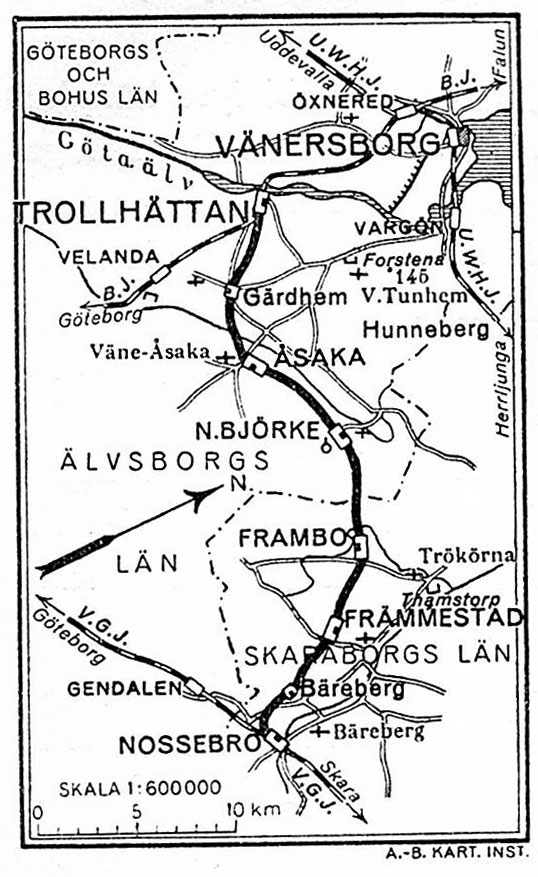
Karta över TNJ 1926

Trollhättan-Nossebro Järnväg (TNJ), Nossebrobanan, var en smalspårig järnväg mellan Trollhättan i Älvsborgs län och Nossebro i Skaraborgs län.

## Historik
I Trollhättan startade en diskussion runt sekelskiftet om en järnväg öster ut med anslutning till Västergötland-Göteborgs Järnvägar (VGJ) även om det redan fanns normalspårig förbindelse med Göteborg via Bergslagernas Järnvägar (BJ) sedan 1877. Det dröjde till 1913 innan det fanns finansiering. Järnvägsaktiebolaget Trollhättan-Nossebro som bildades den 13 juni 1913 hade ett aktiekapital på 550000 kr och ett statslån på 555000 kr. Bygget startade samma år och banan öppnade för trafik den 17 februari 1916. Det fanns problem vid passagen av sankmark vid Åsaka och även efter förstärkningar var hastigheten bara 10 km/tim på banken över sankmarken. På resten av banan var hastigheten för loktåg 35 km/tim och när motorvagnar infördes 45 km/tim för dessa. Den färdiga banan hade kostat 1211730 kr var 32 km lång från Nossebro vid VGJ till BJ:s stationsområde i Trollhättan där TNJ byggde ett eget stationshus. TNJ hade inga egna fordon utan all trafik skötes av VGJ.
Lågkonjunkturen efter första världskriget gjorde att bolaget satte sig i likvidation 1923. Svenska staten tog den 1 januari 1924 över bolaget som den största fordringsägaren. VGJ fortsatte att driva trafiken. Staten sålde TNJ till VGJ för 225000 kr 1925. VGJ ombildade TNJ till ett dotterbolag Trollhättan-Nossebro Nya Järnvägsaktiebolag 1927. TNJ köptes tillsammans med VGJ 1948 av Svenska staten och ingick därefter i Statens Järnvägars organisation.
Godstrafik enligt tidtabell upphörde 1954 och helt 1960. SJ ville lägga ner persontrafiken 1960 men ett dåligt vägnät i området gjorde att trafiken fortsatte till 1968. Banan började rivas samma år och var uppriven 1969.
Stora delar av banvallen Nossebro-Åsaka är väg men av fortsättningen till Trollhättan är det mesta borta.

## Stationer
Järnvägen hade följande stationer (avstånd från Nossebro inom parentes):
- Nossebro, Essunga kommun (0)
- Bäreberg, hållplats, Essunga kommun (3)
- Främmestad, Essunga kommun (6)
- Frambo, Grästorps kommun (11)
- Norra Björke, Trollhättans kommun  (17)
- Åsaka, Trollhättans kommun  (23)
- Gärdhem, Trollhättans kommun  (27)
- Trollhättan, Trollhättans kommun  (32)